# Список малих планет і комет, відвіданих космічними апаратами
В цьому списку наведені астероїди, карликові планети, об'єкти пояса Койпера і комети, які були досліджені космічними місіями.

## Список малих планет, відвіданих космічними апаратами
Малі планети, відвідані космічними апаратами, включають астероїди, карликові планети і об'єкти пояса Койпера.  
| Мала планета | Мала планета | Мала планета                 | Мала планета  | Космічний апарат | Космічний апарат      | Космічний апарат      | Космічний апарат      | Космічний апарат |
| Назва | Зображення   | Розмір (км)(a)               | Рік відкриття | Назва апарата    | Максимальне зближення | Максимальне зближення | Максимальне зближення | Примітки |
| Назва | Зображення   | Розмір (км)(a)               | Рік відкриття | Назва апарата    | рік                   | в км                  | в радіусах(b)         | Примітки |
| --- | ------------ | ---------------------------- | ------------- | ---------------- | --------------------- | --------------------- | --------------------- | --- |
| 951 Гаспра |              | 18.2 × 10.5 × 8.9 (12.2 km)  | 1916          | Галілео          | 1991                  | 1,600                 | 262                   | Проліт; перший астероїд, відвіданий космічним апаратом. |
| 243 Іда |              | 56 × 24 × 21 (28 km)         | 1884          | Галілео          | 1993                  | 2,390                 | 152                   | Проліт; відкрито супутник Іди Дактиль. |
| 253 Матільда |              | 66 × 48 × 46 (58 km)         | 1885          | NEAR Shoemaker   | 1997                  | 1,212                 | 49.5                  | Проліт. |
| 433 Ерос |              | 34 × 11 × 11 (17 km)         | 1898          | NEAR Shoemaker   | 1998–2001             | посадка               | посадка               | 1998 проліт; 2000 заходження на орбіту (перший астероїд, який вивчався з орбіти); 2001 посадка. |
| 9969 Брайль |              | 2.2 × 0.6 (1.6 km)           | 1992          | Deep Space 1     | 1999                  | 26                    | 12.7                  | Проліт; слідував за прольотом повз комету Борреллі; не вдалося сфотографувати його під час найближчого зближення, зробивши знімки лише за 14 000 км від астероїда.                                               |
| 5535 Аннафранк |              | 4.0                          | 1942          | Стардаст         | 2002                  | 3,079                 | 1,230                 | Проліт |
| 25143 Ітокава |              | 0.5 × 0.3 × 0.2 (350 meters) | 1998          | Хаябуса          | 2005                  | посадка               | посадка               | Посадка; повернення зразків пилу на Землю у 2010 році - перша місія з повернення зразків з астероїда; найменший астероїд, відвіданий космічним апаратом, перший астероїд, відвіданий космічним апаратом не НАСА. |
| 2867 Штейнс |              | 4.6                          | 1969          | Розетта          | 2008                  | 800                   | 302                   | Проліт; перший астероїд, відвіданий ЄКА. |
| 21 Лютеція |              | 120 × 100 × 75 (100 km)      | 1852          | Розетта          | 2010                  | 3,162                 | 64.9                  | Проліт. |
| 4 Веста |              | 529                          | 1807          | Dawn             | 2011–2012             | 200 approx.           | 0.76                  | Перший астероїд "великої четвірки", відвіданий космічним апаратом. |
| 4179 Тоутатіс |              | 2.45                         | 1934          | Чан'е-2          | 2012                  | 3.2                   | 0.70                  | Проліт; Найближчий проліт повз астероїд; перший астероїд, який відвідав китайський зонд. |
| 1 Церера |              | 952                          | 1801          | Dawn             | 2015–2018             | 35                    | 0.07                  | Перша карликова планета, яку відвідав космічний апарат, найбільший астероїд, який відвідав космічний апарат. |
| 134340 Плутон |              | 2376                         | 1930          | New Horizons     | 2015                  | 12,500                | 10.5                  | Проліт; перший відвіданий транснептуновий об'єкт. |
| 162173 Рюгу |              | 0.896                        | 1999          | Хаябуса-2        | 2018-2019             | посадка               | посадка               | Повернення зразків пилу на землю в грудні 2020. |
| 101955 Бенну |              | 0.490                        | 1999          | OSIRIS-REx       | 2018-2020             | посадка               | посадка               | найменший об'єкт, до якого заходив на орбіту космічний апарат, і найближча орбіта |
| 486958 Аррокот |              | 36 × 18 × 10                 | 2014          | New Horizons     | 2019                  | 3,500                 | 380                   | На даний час найвіддаленіший об'єкт, відвіданий космічним апаратом. |
| 65803 Дідим |              | 0.78                         | 1996          | DART / LICIACube | 2022                  | 1.19                  | 3.1                   | Астероїд навколоземної групи Аполлона; проліт; його супутник був мішенню експерименту зі зміни траекторії астероїда                                                                                              |
| Діморф 65803 Дідим I |              | 0.16                         | 2003          | DART / LICIACube | 2022                  | посадка               | посадка               | Супутник навколоземного астероїда групи Аполлона; піддався запланованому зіткненню з зондом-ударником, щоб змінити його орбіту                                                                                   |
| 152830 Дінкінеш |              | 0.79                         | 1999          | Lucy             | 2023                  | 425                   | 1,100                 | Проліт; відкрито супутник; найменший відвіданий астероїд головного поясу |
| Примітки: a Розміри малих планет можуть бути описані осями x, y та z, замість середнього діаметра через їхню несферичну, неправильну форму. b Максимальне наближення вказане в кратному відношенні до середнього радіуса малої планети · Список впорядковано за зростанням від часу першого відвідування малої планети. |              |                              |               |                  |                       |                       |                       | |

## Список комет, відвіданих космічними апаратами
| Комета | Комета                           | Комета         | Комета                                   | Космічний апарат   | Космічний апарат      | Космічний апарат      | Космічний апарат                                          | Космічний апарат                                                            |
| Назва | Зображення                       | Розмір (км)(a) | Рік відкриття                            | Назва апарата      | Максимальне зближення | Максимальне зближення | Максимальне зближення                                     | Примітки                                                                    |
| Назва | Зображення                       | Розмір (км)(a) | Рік відкриття                            | Назва апарата      | рік                   | в км                  | в радіусах(b)                                             | Примітки                                                                    |
| --- | -------------------------------- | -------------- | ---------------------------------------- | ------------------ | --------------------- | --------------------- | --------------------------------------------------------- | --------------------------------------------------------------------------- |
| Джакобіні-Ціннера |                                  | 2              | 1900                                     | ICE                | 1985                  | 7,800                 | 7,800                                                     | перший проліт повз комету                                                   |
| Галлея |                                  | 15×9           | Known since 1759 (Precovered to 240 BCE) | Вега-1             | 1986                  | 8,889                 | 1,620                                                     | проліт                                                                      |
| Галлея | Вега-2                           | 15×9           | Known since 1759 (Precovered to 240 BCE) | 1986               | 8,030                 | 1,460                 | проліт                                                    |                                                                             |
| Галлея | Суйсей                           | 15×9           | Known since 1759 (Precovered to 240 BCE) | 1986               | 151,000               | 27,450                | віддалений проліт                                         |                                                                             |
| Галлея | Сакігаке                         | 15×9           | Known since 1759 (Precovered to 240 BCE) | 1986               | 6,990,000             | 1,270,747             | віддалений проліт                                         |                                                                             |
| Галлея | Джотто                           | 15×9           | Known since 1759 (Precovered to 240 BCE) | 1986               | 596                   | 108                   | проліт; перші зображення ядра комети                      |                                                                             |
| Галлея | ICE                              | 15×9           | Known since 1759 (Precovered to 240 BCE) | 1986               | 31,000,000            | 5,647,000             | віддалений проліт                                         |                                                                             |
| Грігга — Скьєллерупа |                                  | 2.6            | 1902                                     | Джотто             | 1992                  | 200                   | 154                                                       | проліт                                                                      |
| Бореллі |                                  | 8×4×4          | 1904                                     | Deep Space 1       | 2001                  | 2,171                 | 814                                                       | проліт; максимальне зближення у вересні 2001, коли зонд зайшов у кому       |
| Вільда 2 |                                  | 5.5×4.0×3.3    | 1978                                     | Стардаст           | 2004                  | 240                   | 113                                                       | проліт; перше повернення зразків на Землю (2006)                            |
| Темпеля |                                  | 7.6×4.9        | 1867                                     | Діп Імпакт         | 2005                  | 500                   | 80                                                        | проліт; доставлено модуль-ударник                                           |
| Темпеля | модуль-ударник Діп Імпакт        | 7.6×4.9        | 1867                                     | 2005               | посадка               | посадка               | перша посадка на кометі (залишено кратер)                 |                                                                             |
| Темпеля | Стардаст                         | 7.6×4.9        | 1867                                     | 2011               | 181                   | 57.9                  | проліт; зняте зображення кратера, залишеного «Діп Імпакт» |                                                                             |
| Гартлі 2 |                                  | 1.4            | 1986                                     | EPOXI (Діп Імпакт) | 2010                  | 700                   | 1,000                                                     | проліт; найменша відвідана планета                                          |
| Чурюмова-Герасименко |                                  | 4.1×3.3×1.8    | 1969                                     | Розетта            | 2016                  | посадка               | посадка                                                   | перший захід на орбіту комети (листопад 2014); зіткнення з поверхнею в 2016 |
| Чурюмова-Герасименко | Філи (спускний апарат «Розетти») | 4.1×3.3×1.8    | 1969                                     | 2014               | посадка               | посадка               | перша м'яка посадка на комету (листопад 2014)             |                                                                             |
| Примітки: (a)Через несферичну, неправильну форму комети для опису її розмірів замість (середнього) діаметра часто використовують осі x, y та z. (b)Максимальне зближення вказано в кратному відношенні до середнього радіуса комети · Список впорядковано за зростанням від часу першого відвідування комети. |                                  |                |                                          |                    |                       |                       |                                                           |                                                                             |